# 그녀 시를 담그다
《그녀 시를 담그다》는 2003년 11월 7일에 MBC에서 방영한 베스트극장이다.

## 등장 인물

### 주요 인물
- 정원중 : 영훈 역
- 박순천 : 정례 역
- 박현숙 : 혜연 역

### 그 외 인물
- 권은아
- 김인수
- 김영석
- 신복숙
- 박규점
- 김대성
- 양현태
- 유진수 : 영훈과 정례의 딸 역